# イン・ン・アウト
『イン・ン・アウト』（In 'n Out）は、ジャズ・サックス奏者、ジョー・ヘンダーソンの3枚目のアルバム。ブルーノート・レコードから発売された。1964年4月10日に録音され、ヘンダーソンの他に、ケニー・ドーハム、マッコイ・タイナー、リチャード・デイヴィス、エルヴィン・ジョーンズらが参加している。

## 評価
『オールミュージック』のレヴューで、スコット・ヤナウは「ヘンダーソンには、常に、型にはまったバップの作品を複雑に響かせ、また、最も複雑に入り組んでいる形式の無い即興演奏を、さも論理的な演奏であるかのように聞かせる、という能力があった…ここでの音楽は、30年を経てもなお、新鮮なものに感じられる。」とコメントしている。『ペンギンのジャズ・ガイド』では、3.5ポイントと評価されており、「他のヘンダーソンのブルーノートでのサウンドに比べて、おおむね演奏の熱気は少なめだが、その一方で魅力的で深みのあるものとなっている。」

## 収録曲
特に表記がないものはすべてジョー・ヘンダーソンによる作曲
1. "In 'N Out" - 10:23
2. "Punjab" - 9:07
3. "Serenity" - 6:16
4. "Short Story" (ドーハム) - 7:10
5. "Brown's Town" (ドーハム) - 6:23
6. "In 'N Out" [Alternate Take] - 9:15 リイシューCDのボーナス・トラック

## パーソネル
- ジョー・ヘンダーソン — テナー・サックス
- ケニー・ドーハム — トランペット
- マッコイ・タイナー — ピアノ
- リチャード・デイヴィス（英語版） — ベース
- エルヴィン・ジョーンズ — ドラムズ

## 註
1. ↑  Yanow, S. Allmusic review accessed February 20, 2009.
2. ↑  Cook, Richard; Morton, Brian (2002).  The Penguin Guide to Jazz on CD (6th Ed.) Penguin Books. ISBN 9780140515213